# Bulbophyllum intertextum
Bulbophyllum intertextum là một loài phong lan thuộc chi Bulbophyllum.